# Copenhagen Psychosocial Questionnaire
Beim Copenhagen Psychosocial Questionnaire (COPSOQ) handelt es sich um einen wissenschaftlich validierten Fragebogen zur Messung psychosozialer Belastungen und Beanspruchungen im Kontext beruflicher Tätigkeiten. Der COPSOQ fungiert als Screening-Instrument zur psychischen Gefährdungsbeurteilung gemäß § 5 des Arbeitsschutzgesetzes (§ 1), dessen Ziel die Verbesserung von Arbeitsbedingungen ist. Der Fragebogen erfüllt die in DIN EN ISO 10075-3 geforderten psychometrischen Qualitätskriterien. Im Auftrag der Bundesanstalt für Arbeitsschutz und Arbeitsmedizin (BAuA) hat Matthias Nübling et al. den Bogen 2005 für die Verwendung in Deutschland geprüft. Das mit der Anwendung des COPSOQ erklärte Ziel besteht damit in der Einschätzung und Bewertung psychosozialer Arbeitsplatzmerkmale. 

## Ursprung
Entwickelt und erstmalig geprüft wurde der COPSOQ von Tage S. Kristensen und Vilhelm Borg am dänischen Arbejdsmiljøinstituttet, dem heutigen National Institute for Occupational Health Institut, in Kopenhagen im Jahr 2000. Als Anlass zur Entwicklung des COPSOQ gaben Kristensen und Borg die wachsende Bedeutung psychosozialer Belastungen am Arbeitsplatz in gegenwärtigen und zukünftigen Gesellschaften an. Der COPSOQ solle dazu dienen, die im Zuge sich wandelnder Arbeitsverhältnisse vermehrt auftretenden psychosozialen Belastungen standardisiert und berufsübergreifend zu erfassen. Er solle darüber hinaus auf wissenschaftlichen Erkenntnissen beruhen und frei verfügbar sein. Weiterentwickelt wurde der Fragebogen international wie national. 

## Internationale Entwicklung
Um den COPSOQ hat sich ein internationales Netzwerk von Akteuren gebildet, die mit oder an dem Fragebogen arbeiten und forschen. Unter den Mitgliedern des Netzwerks finden sich kommerzielle Anbieter von Befragungen, Vertreter gewerkschaftsnaher Institute und wissenschaftliche Einrichtungen, die miteinander im Austausch stehen. Das Steering Committee des internationalen Netzwerks wird von Mitgliedern aus Schweden, Deutschland, Frankreich, Spanien und Chile gebildet. Im Rhythmus von zwei Jahren finden die Treffen des Netzwerks statt. Seit 2013 liegt die Verantwortung für die Weiterentwicklung des Fragebogens in den Händen des Netzwerks.

## Entwicklung in Deutschland
Das nationale COPSOQ-Team, das die jeweils aktuelle Fassung des Fragebogens für Deutschland bereitstellt, ist die Freiburger Forschungsstelle für Arbeitswissenschaften GmbH (FFAW). Neben der Einbindung aktueller Fragestellungen in den thematischen Komplex des Fragebogens hat die FFAW eine Datenbank aufgebaut, die die anonymisierten Angaben von über 530 000 Beschäftigten umfasst. Die so gewonnenen Werte sind als Vergleichsmaßstab leitend für die Interpretation von Ergebnissen einer betrieblichen Befragung, da die Beurteilung psychischer Belastungen mit dem COPSOQ keine festen Cut-Off-Werte kennt.

## Methodologische Ausrichtung
Der COPSOQ ist als standardisierter Fragebogen ein Instrument der quantitativen empirischen Sozialforschung. Er basiert inhaltlich auf einem Ursache-Wirkungs-Modell psychosozialer Faktoren (Belastungs-Beanspruchungs-Modell). Sein Schwerpunkt liegt auf der Eruierung der Arbeitsbedingungen (Belastungen). Die Befragung mit dem COPSOQ bezieht sich auf organisationale Strukturen und ist kein psychologisches Diagnoseverfahren. Entsprechend seines Überblickscharakters sind die abgefragten Themen breit gefächert. In der aktuellen Version III beinhaltet der COPSOQ 84 Fragen, die wiederum zu 31 Skalen gebündelt Auskunft zu Themenkomplexen Arbeitsanforderungen, Einfluss und Entwicklungsmöglichkeiten, Soziale Beziehungen und Führung geben. Einer substanzontologischen Idee psychischer Belastungen wird eine Absage erteilt. In der Konsequenz wird Anwendern des COPSOQ durch die inhaltliche Breite des Fragebogens ermöglicht, die mit ihm gewonnenen Daten in unterschiedliche theoretische Modelle zu integrieren. Eine besondere Nähe weist der COPSOQ zum Job-Demand-Control-Modell (DCM), zum Effort-reward imbalance-Model (ERI) sowie zum Job-Demands-Resources-Modell auf.

## Qualitätskriterien
Die Qualitäten der deutschen Version des COPSOQ als Messinstrument erfüllen die in DIN EN ISO 10075-3 vorgegebenen Kriterien gut bis sehr gut. Diese Richtlinie zur Arbeitsgestaltung bezüglich psychischer Arbeitsbelastung verlangt zur Erfassung psychisch-gesundheitlicher Aspekte Objektivität, Reliabilität, Gültigkeit, Messempfindlichkeit, Diagnostische Aussagekraft, Generalisierbarkeit, Gebrauchstauglichkeit und Akzeptanz des Instruments. Die wissenschaftliche Prüfung (Validierung) erfolgte zuletzt 2021 durch Hans-Joachim Lincke et al.